# Nordpresse
Nordpresse (par opposition à Sudpresse) est un site d'information parodique belge créé par Vincent Flibustier. Commençant par parodier Sudpresse, le site utilise également des noms de domaines ressemblant à ceux de médias français pour crédibiliser ses informations. Sa ligne éditoriale reprend les grandes lignes de l'actualité polémique qui fait réagir sur internet. Le site et son fondateur, Vincent Flibustier, ont fait l'objet de diverses condamnations et affaires judiciaires.
Plusieurs médias francophones considèrent que certaines publications du site parodique Nordpresse s'éloignent de la satire pour se rapprocher de la désinformation dépourvue d'aspects humoristiques. Selon Vincent Flibustier, l'objectif est de s'inscrire dans une démarche d'inoculation psychologique visant à renforcer la capacité du public à identifier et à résister aux infox et d'éduquer les lecteurs à développer leur esprit critique.

## Histoire et évolution du site
Le site est fondé en mai 2014, en référence à Sudpresse, avec la volonté initiale de parodier les journaux publiant uniquement des faits divers et « une certaine presse qui ne se gêne pas pour faire des articles vraiment bas de plafond ».
Dirigé par Vincent Flibustier, un animateur radio, influenceur, journaliste conférencier et formateur belge né en 1990, le site a connu plusieurs statuts juridiques. Il a été administré par la SPRL Nordpresse Productions, puis par une société basée en Estonie. Depuis juillet 2021, l'ASBL NP Infos prend en charge la gestion du site sous l'administration de Vincent Flibustier. Nordpresse publie des articles satiriques et parodiques, des billets et des publireportages.
Selon Vincent Flibustier, Nordpresse a été créé lors d'un « petit élan de colère un soir » après avoir lu un article de Sudpresse et « leur manière dégueulasse de faire du journalisme ». Le but initial était selon lui de « piquer leur public et faire du « sous-SudPresse », du crétinisme absolu. Pour aller plus loin dans le pute-à-clics dans le fait divers ignoble et sordide et stupide » et précise « que le meilleur moyen d'aller encore plus loin, c'était de les inventer ! ». Le site parodique évolue alors peu à peu vers un concept plutôt porté sur la critique des médias en général et un esprit éducatif,.

## Analyses et critiques

### Aspect parodique du site
Nordpresse fait usage de cloaking en reprenant des noms de domaine ressemblant à des médias français comme FranceInfoTele.com ou LeCanardEnchaine.net afin de crédibiliser ses articles,. En 2023, Vincent Flibustier affirme regretter cette forme d'action.
Selon Jean-Jacques Jespers, professeur de déontologie de l'information à l'ULB, Nordpresse est « un contre-exemple » de site d'information parodique car il mélange vraies et fausses informations, conduisant à l'absence de contrat de lecture clair : selon lui, « le lecteur doit savoir à quel type d’information, satirique ou non, il a affaire ».
Une journaliste de Numerama met en doute l'objectif du site, « que les internautes multiplient les sources d’information », faisant un parallèle avec les activités de l'usine à trolls Internet Research Agency pendant l'élection présidentielle américaine de 2016.
Sur La Libre, un éditorialiste estime quant à lui que l'auteur du site crée des « calembours bas de gamme » et recherche « la notoriété à tout prix ».

### Accusations de propagation d'idées d'extrême droite, complotistes et antisémites
Libération et Arrêt sur images remarquent que le fondateur n'hésite pas à partager ses canulars sur les pages Facebook de militants d'extrême droite afin qu'ils soient plus largement diffusés. Selon Libération, plusieurs journalistes, tels qu'Isabelle Kersimon, reprochent alors à Vincent Flibustier de diffuser des idées d'extrême droite sous couvert d'humour noir. En réponse à ces accusations, ce dernier se défend de cette proximité politique en rappelant avoir eu plusieurs procédures judiciaires contre le Front national ou des « fachos »,. Il précise par ailleurs que ses canulars ont surtout un objectif pédagogique estimant qu'« un imbécile apprend plus en comprenant qu'il s'est fait piéger qu'avec des articles de « fact-checking » ». Interrogé dans l'émission Complément d'enquête concernant le fait que ses articles sont parfois relayés par la « zemmoursphère », Vincent Flibustier assume tout en avouant néanmoins qu'il joue parfois un jeu dangereux. Les deux journalistes qui l'ont interviewé précisent cependant qu'il ne croit pas dans les infox qu'il diffuse, que Vincent Flibustier cherche juste un moyen d'obtenir sa « part du gâteau »  en profitant du business de la désinformation.
Le site Conspiracy Watch relève que Vincent Flibustier a relayé plusieurs propos complotistes et a partagé l'affiche d'une conférence avec l'essayiste belge Michel Collon.
Nordpresse est également accusé à plusieurs reprises de contribuer à la diffusion d'idées ou poncifs antisémites par le biais de ses publications parodiques — lesquelles ont conduit Vincent Flibustier à son éviction d'un poste à la RTBF selon Libération,. Ainsi, en 2016, un article intitulé « Report de l'incinération de Shimon Peres, le four était un Bosch » crée la polémique et conduit le fondateur du site à publier un article dans lequel il affirme que s'autocensurer ferait « le jeu des Dieudonné, Soral et compagnie [des auteurs de propos antisémites] ». L'année suivante, la Ligue belge contre l'antisémitisme émet le souhait de porter plainte contre Nordpresse à la suite d'une vidéo présentant « les diamantaires juifs d’Anvers comme éludant l’impôt ». En 2018, Nordpresse publie une infox visant Bernard Henri-Lévy qui, selon Rudy Reichstadt du site Conspiracy Watch, contient plusieurs poncifs antisémites ; il relève que la haine anti-juive prolifère dans les commentaires. En 2019, enfin, Frédéric Potier, délégué interministériel à la lutte contre le racisme, l'antisémitisme et la haine anti-LGBT, signale au procureur de Paris le site campdeconcentration.com, créé en partie par Nordpresse, qui selon lui « banalise de manière outrancière » la Shoah,.
Vincent Flibustier se défend de tout antisémitisme : selon lui, « le parodique et le trash, piéger les gens, les amènent à l’information ».

### Fermeture de la page Facebook du site
La page Facebook du site est temporairement désactivée après une blague sur la mort de Johnny Hallyday, « Tout Johnny bientôt réuni dans un seul coffret », avec la photo d'un cercueil, publiée le 23 novembre 2017, alors que le chanteur est encore vivant. Le fondateur du site, Vincent Flibustier, dénonce le fait que les pages Facebook de sites d'extrême droite n'aient pas autant de problèmes qu'un site humoristique. Le mois suivant, la page est définitivement supprimée pour violation des conditions d'utilisation, à l'image d'autres pages diffusant de fausses informations,.

### Accusation de censure politique durant l'affaire Benalla
Au moment de l'affaire Benalla, le domaine se retrouve sur liste noire par Facebook, rendant le partage des publications sur site impossible,,. Nordpresse dénonce une « censure de Facebook » et une « censure politique » de la part du sommet de l'État français,, ce que l'entreprise dément. L'équipe du Gorafi, un site parodique français, explique que le blocage procède peut-être des pratiques du site Nordpresse consistant à masquer son nom de domaine afin de piéger le lecteur.
L'affaire relance surtout le débat sur le contenu de Nordpresse, dont les canulars sont relayés au premier degré. Arrêt sur images qualifie le site d'ambigu, avec des canulars confinant aux « fake news », ce qui le différencie de sites comme Le Gorafi,,,.
Les publications de Nordpresse durant l'affaire Benalla relancent également une polémique entre Vincent Flibustier et le blogueur belge Marcel Sel. Cette polémique rejaillit à son tour sur le parti Ecolo belge, Vincent Flibustier se présentant aux élections communales de la Ville de Bruxelles sur leur liste. Durant cette polémique, il reçoit le soutien du député Benoît Hellings, qui affirme que « Vincent Flibustier apporte un indéniable plus dans le débat public local ». Le 28 juillet 2018, il annonce son retrait de la liste électorale en se disant « victime de harcèlement en ligne depuis des semaines ».

### Accusations mutuelles de harcèlement
Après l'annonce de la parution d'un article consacré à Nordpresse, le site Arrêt sur images (ASI) affirme avoir reçu de nombreux messages de journalistes et d'intervenants de l'éducation aux médias qui demandant à garder l'anonymat « par crainte des réactions de Flibustier ». Ils affirment en privé être « victimes de harcèlement, renouvelé à chaque critique de leur part. » Le journal reconnait qu'il existe une « bagarre » entre Vincent Flibustier et ses détracteurs, évoquant les réseaux sociaux où « certains ont déjà épinglé Nordpresse pour ses fausses nouvelles ou ses plagiats de tweets humoristiques » et sont hostiles à ses interventions d'éducation aux médias dans les écoles. ASI précise que « Nordpresse a déjà envoyé des messages d’une grande violence à ses détracteurs, et parfois à leurs relations d'affaires ou associatives ».
Par ailleurs, Vincent Flibustier s'estime lui-même harcelé par le chroniqueur belge Marcel Sel ; il crée un site internet à son nom visant à le dénoncer, et porte plainte contre le polémiste pour harcèlement, ce que Marcel Sel qualifie de « manœuvre d’intimidation ».

## Éducation aux médias et à l'esprit critique

### Démarche pédagogique
En 2016, Vincent Flibustier devient conférencier autodidacte en éducation aux médias et à l'information (EMI) et propose depuis des formations destinées aux élèves et aux enseignants dans le cadre de conférences sur « l'histoire et la méthodologie des fake news »,,,. Son objectif est de sensibiliser le public à l'importance de l'esprit critique et de promouvoir la vérification des informations. 
Il base son approche pédagogique sur la théorie de l'inoculation, en expliquant que son objectif est d'interpeller principalement les individus en position d'hésitation sur certaines thématiques. Il cherche ainsi à leur faire prendre conscience des mécanismes d'influence et des dynamiques des différents courants d'opinion.

### Avis divergents, réserves et oppositions des administrations belge et française
En Belgique, Vincent Flibustier fait l'objet d'une circulaire informative signée par le secrétaire général de la Fédération Wallonie-Bruxelles qui rappelle ses condamnations face au groupe SudPresse et précise aux enseignants et chefs d'établissement qu'ils peuvent se tourner vers d'autres intervenants.
En France, l'Éducation nationale affirme dans Libération que Vincent Flibustier est « considéré comme non compatible avec des interventions en classe dans le cadre de l’éducation aux médias et à l’information ». Le ministère demande aux chefs d'établissements et enseignants français de ne pas inviter le formateur belge au motif que selon lui, Vincent Flibustier « fabrique et diffuse régulièrement des fausses nouvelles qui entretiennent confusionnisme et conspirationnisme sur les réseaux sociaux francophones » et a tenu « des propos plus qu’ambigus » au sujet de l'antisémitisme.
Un groupe de journalistes de L'Avenir, invité à une de ses conférences, précise que Vincent Flibustier sait aborder les questions essentielles de la désinformation et les différents types d'infox face aux adolescents en permettant notamment de détecter la désinformation et plus particulièrement « les diverses formes de propagande, en particulier en provenance des populismes politiques » ainsi que « les excès de certains médias qui sombrent dans le sensationnalisme » afin de récolter des revenus publicitaires. Ils lui reprochent néanmoins un ton pouvant être léger, un manque de nuance et s'interroge si le conférencier n'alimente pas lui-même le complotisme en le confondant parfois avec l'esprit critique.
En 2019, Vincent Flibustier affirme dans une conférence en ligne portant sur les infox que les organismes de fact-checking cherchent à être « les gardiens de la vérité, à exposer leur vérité », en ne diffusant que rarement des liens qui renvoient vers d'autres médias. Selon lui, le but serait de garder les lecteurs sur leur site afin « qu'ils voient un maximum de publicité ». Cette information est contredite par les journalistes de la rubrique Checknews, qui déclarent que Libération propose pour sa part plusieurs liens vers d'autres médias concurrents dans ses articles. La même année, Conspiracy Watch accuse Vincent Flibustier de s'être « illustré à nouveau par des propos mensongers » lors d'une conférence de formation aux infox.
En 2021, lors d'une émission d'Arrêt sur images portant sur la rentabilité des infox, la journaliste et éducatrice aux médias Aude Favre estime que la théorie de l'inoculation de Vincent Flibustier, qui a pour but de diffuser un maximum de fausses informations dans le but de pousser les internautes à développer leur esprit critique, ne fonctionne pas.

## Affaires judiciaires

### Condamnations

#### Condamnation pour outrage envers un journaliste
Le 25 mai 2016, Sudpresse publie une cartographie des musulmans de Belgique en s'appuyant sur une étude contestée de l'UCLouvain. En réaction à cela, Nordpresse publie pendant quelques heures un article nommé « la carte de l'endroit où vit ce journaliste qui a écrit cet article pour Sudpresse » en l'illustrant par la photo du journaliste, épinglée sur la région namuroise accompagnée d'un excrément. Sudpresse décide en conséquence de porter plainte pour divulgation d'informations personnelles et réclame 15 000 euros de dommages et intérêts pour son journaliste, ce que conteste Nordpresse, qui estime que ces informations étaient publiques et présentes sur les comptes des réseaux sociaux du journaliste,,,.
Afin de payer les frais de justice qu'il estime être d'une dizaine de milliers d'euros, Vincent Flibustier lance une campagne de dons qui permet de récolter 2 879 euros,. Le 12 décembre 2017, le tribunal de première instance de Bruxelles déclare la plainte de Sudpresse comme irrecevable et estime que son article et ses illustrations « ne [pouvaient] faire autre chose qu’impressionner défavorablement certains lecteurs ». Le groupe obtient néanmoins le retrait de l'article de Nordpresse,.
Le 30 novembre 2020, la Cour d'appel de Bruxelles contredit ce premier jugement et condamne Vincent Flibustier pour outrage à titre personnel à 1 000 euros de dommages et intérêts ainsi qu'à 1 728 euros au titre des frais de justice. La Cour souligne alors que le blogueur « n'est pas responsable du contenu de ces messages » laissés en commentaires mais qu'il savait qu'en axant les attaques sur le journaliste de Sudpresse et en diffusant son portrait, il exposait ce dernier à la vindicte populaire,.

#### Condamnation pour injure publique
Après un signalement de Conspiracy Watch concernant Nordpresse à Sciences Po Lyon, Vincent Flibustier publie une insulte sur Facebook à l'encontre du dirigeant du site internet. En avril 2023, Vincent Flibustier est déclaré coupable des faits d'injure publique envers Rudy Reichstadt par le tribunal correctionnel de Paris,.

#### Boycott et condamnation pour dénigrement et pratiques commerciales malhonnêtes
Le 31 octobre 2019, Nordpresse fait à nouveau face à Sudpresse, qui engage une action en cessation contre le journal satirique, à la suite de nombreuses publications critiquant l'utilisation des faits divers par les différents journaux du groupe Sudpresse. Ces publications viennent elles-mêmes en réponse à un article titré « Laura a crié après sa maman : les détails sordides du viol collectif d'une jeune fille de 13 ans à Hensies », publié par SudInfo. Une première audience a lieu le 5 novembre 2019. Comme lors du procès précédent, Vincent Flibustier fait un appel aux dons en vue de financer tout ou partie de ses frais judiciaires. Le jugement en première instance est rendu le 14 janvier 2020. Vincent Flibustier est lui relaxé à titre personnel. Sudpresse doit alors lui verser 1 440 euros d'indemnité de procédure. Cependant, le tribunal ayant retenu le caractère lucratif de la société Vincestonian qui gère le site satirique, Nordpresse est condamné pour dénigrement et pour pratiques commerciales malhonnêtes. Elle doit donc en conséquence verser 2 051 euros à l'entreprise de presse. Le tribunal retient également que le placement de cette société située en Estonie peut être considéré comme une forme d'optimisation fiscale. Un arrêt de la cour d'appel de Liège confirme le 17 mars 2021 le jugement rendu à charge de Nordpresse en première instance.

### Affaires judiciaires en cours

#### Accusations de harcèlement, cyberharcèlement et infraction sur les communications privées
Le texte peut changer fréquemment, n’est peut-être pas à jour et peut manquer de recul. 
Le titre et la description de l'acte concerné reposent sur la qualification juridique retenue lors de la rédaction de l'article et peuvent évoluer en même temps que celle-ci.
En février 2016, Sudpresse publie un article affirmant que le père d'un des kamikazes du Bataclan tient un magasin à Liège, indique son nom et la rue du magasin. Vincent Flibustier diffuse en réaction à celui-ci un article dans Nordpresse qui détaille l'identité, la photo et la ville de résidence de l'auteure de l'article ainsi qu'un enregistrement téléphonique du responsable liégeois de la rédaction Sudpresse. L'article de Nordpresse engendre alors des commentaires haineux  et à la révélation de son adresse dans les commentaires,. Dans cette affaire, Sudpresse porte plainte en avril 2016 contre Vincent Flibustier pour harcèlement envers la journaliste et diffusion d'un enregistrement téléphonique clandestin,,. Vincent Flibustier annonce également avoir porté plainte en 2016 contre Sudpresse pour incitation à la haine et affirme que son action était « de salubrité publique ».
Le 5 novembre 2024, le parquet général et la défense de Vincent Flibustier réclament une déclaration d’incompétence de la cour d’appel de Liège car les deux partis estiment que les faits reprochés relèvent du délit de presse qui doit être jugé en cour d'assises,. Dans cette affaire, le parquet général relève que Vincent Flibustier a émis « une opinion délictueuse » et que son article était « constitutif d’une infraction de harcèlement et revendiquait le but de nuire ». L'avocate de partie civile réclame quant à elle la condamnation de Vincent Flibustier estimant qu'il a diffusé des informations personnelles dans le but de nuire à la journaliste. L'avocat du blogueur plaide que son client est protégé « par l’article 10 de la convention européenne des droits de l’homme qui consacre la liberté d’expression ». Il affirme également que « son client n'a uniquement divulgué que la photo et la localité de la journaliste, non son adresse complète »,.
Le 3 décembre 2024, la cour d'appel de Liège suit l'avis du parquet général et la demande de l'avocat de Vincent Flibustier. Elle se déclare ainsi incompétente pour juger des faits reprochés car ils relèvent d'un délit de presse et doivent être examinés par un jury populaire en cour d'assises. Une saisie de la chambre des mises en accusation, seule habilitée à saisir une cour d'assises, sera effectuée après consultation d'une chambre du conseil,.

#### Dépôt de plainte pour incitation à la haine contre Sudpresse
À la suite de la publication, le 24 février 2016, de l'article « Invasion de migrants : la côte belge menacée » par le journal La Meuse, propriété de Sudpresse, Nordpresse décide de porter plainte contre le groupe de presse pour incitation à la haine.

## Canulars notables
Plusieurs médias français sont piégés par Nordpresse en 2015 et 2015, respectivement lorsque le site publie un faux témoignage d'un homme prétendant avoir eu des relations sexuelles avec Éric Zemmour et quand Nordpresse crée un faux site de campagne qui annonce la candidature de Jean-Marie Le Pen à l'élection présidentielle de 2017.
En septembre 2015, Nordpresse affirme dans un article qu'Alan Kurdi, un jeune garçon réfugié syrien mort noyé est encore en vie en titrant « Le petit Aylan n'est pas mort, il est à Istanbul avec son père (photos) ». L'infox est relayée plusieurs milliers de fois sur Facebook et renforce la théorie du complot qui affirme que la mort du jeune syrien était une mise en scène. De son côté, Vincent Flibustier affirme avoir voulu prouver qu'il est très facile avec un montage de « faire croire n'importe quoi à n'importe qui ».
En mai 2016, Nordpresse, alors peu connu sur la scène médiatique française, acquiert de la notoriété grâce à Christine Boutin qui décide, en réaction à un article parodique dans lequel était écrit qu'elle avait déclaré « que les enfants victimes d'attouchements par des prêtres devaient eux aussi être punis » de porter plainte pour diffamation et juge opportun de démentir l'information de manière véhémente. Cette information est relayée par plusieurs médias belges et français, contribuant à l'augmentation de la popularité de Nordpresse. Durant la même période, la femme politique décide de porter également plainte contre le site satirique après la parution d'un article qui prétendait qu'elle s'était convertie à l'islam.
En mars 2017, Nordpresse prétend avoir communiqué des informations erronées au Parisien, dont il critique le professionnalisme, pour alimenter un article sur le prochain soutien de Manuel Valls à Emmanuel Macron au premier tour de la présidentielle. Si les proches de Manuel Valls démentent aussi l'information, Le Parisien, quant à lui, nie avoir utilisé Nordpresse comme source : dans son article, le quotidien cite en effet uniquement l'entourage de Manuel Valls,,.
En juillet 2020, Nordpresse prétend avoir piégé Ségolène Royal. L'AFP précise qu'il s'agissait en réalité d'un canular déjà réalisé sur l'ancienne ministre socialiste en 2015 par l'humoriste Gérald Dahan.
En avril 2022, l'AFP rapporte que Nordpresse réalise un canular relayé en masse dans la journée affirmant que Les Républicains appelaient à cesser d'envoyer « des chèques de zéro euro » à Valérie Pécresse après sa défaite au premier tour de l'élection présidentielle. D'après Vincent Flibustier, l'objectif de l'infox était de montrer la facilité avec laquelle la désinformation se répand sur les réseaux sociaux à cause notamment du biais de croyance. Selon Libération, l'intox a été partagée au 15 avril plus de 11 000 fois et likée par 56 000 personnes, alors que les explications fournies le même jour par son auteur ne plafonnaient qu'à 450 partages et 2 000 likes.
En mars 2023, Vincent Flibustier parodie dans une vidéo les méthodes de la complosphère autour de l'adrénochrome et vise particulièrement la chroniqueuse Myriam Palomba de l'émission TPMP. Celle-ci accuse alors le créateur de Nordpresse de diffamation et de harcèlement après avoir lancé un hashtag qui devient alors un défouloir pour les internautes. La méthode est félicitée par certains internautes qui reconnaissent avoir « initié une révolution contre les gens qui pourrissent les réseaux sociaux ». Elle fait cependant aussi l'objet de critiques, émanant d'acteurs luttant contre la désinformation, qui regrettent l'utilisation des mêmes méthodes que les complotistes.